# Rusko-saudijski rat cijenama nafte 2020.
Rusko-arapski rat nafte 2020. godine bio je cjenovni rat između Rusije i Saudijske Arabije izazvan stanjem pandemije koronavirusa i Velikoga zatvaranja.

## Pozadina
Počevši od 2014., američka proizvodnja nafte iz škriljaca povećala je svoj tržišni udio. Kako su ostali proizvođači nastavili proizvoditi naftu, cijene su se srušile s iznad 114 USD za barel u 2014. na oko 27 USD u 2016. U rujnu 2016, Saudijska Arabija i Rusija dogovorile su suradnju u upravljanju cijenama nafte, stvarajući neformalni savez proizvođača OPEC-a i proizvođača izvan OPEC-a koji je nazvan "OPEC +." Do siječnja 2020. OPEC + smanjio je proizvodnju nafte za 2,1 milijuna barela dnevno (bpd), a Saudijska Arabija je napravila najveće smanjenje proizvodnje.
8. ožujka 2020. Saudijska Arabija pokrenula je cjenovni rat s Rusijom, omogućivši 65% kvartalni pad cijene nafte. Tijekom nekoliko tjedana cijene američke nafte pale su za 34%, sirova nafta je pala za 26%, a nafta Brent pala je za 24%. Rat cijena je pokrenut prekidom dijaloga između Organizacije zemalja izvoznica nafte (OPEC) i Rusije zbog predloženih smanjenja proizvodnje nafte usred pandemije koronavirusa 2019. Rusija je napustila sporazum, što je dovelo do pada saveza OPEC +. Cijene nafte već su pale od 30% od početka godine zbog pada potražnje. 
Kao rezultat pandemije koronavirusa za razdoblje 2019–20. godine došlo je do smanjenja ponude i potražnje, što je smanjilo i ukupnu potražnju za naftom i uzrokovalo pad cijena nafte. Dana 15. veljače 2020. Međunarodna agencija za energetiku objavila je da će rast potražnje pasti na najnižu stopu od 2011. godine, s rastom pada za 325.000 barela dnevno, na 825.000 barela dnevno, a smanjenjem potrošnje za 435.000 barela dnevno. Iako je potražnja za naftom općenito padala, pad potražnje na kineskim tržištima, najveći od 2008., pokrenuo je samit OPEC-a u Beču 5. ožujka 2020. Na summitu je OPEC pristao smanjiti proizvodnju nafte za dodatnih 1,5 milijuna barela dnevno kroz drugo tromjesečje (ukupno smanjenje proizvodnje od 3,6 milijuna bpd od prvobitnog sporazuma iz 2016.), s tim da bi grupa trebala evaloirati politiku 9. lipnja na sljedećem sastanku. OPEC je pozvao Rusiju i ostale članove OPEC-a koji nisu OPEC + da se pridržavaju odluke OPEC-a. Rusija je 6. ožujka 2020. odbila zahtjev, označivši kraj neslužbenog partnerstva, a cijene nafte pale su 10% nakon najave.